# 힐스테이트 첨단
힐스테이트 첨단(영어: HILLSTATE CHEOMDAN)은 대한민국 광주광역시 광산구 쌍암동에 위치하고 있다,

## 같이 보기
- 광주광역시의 마천루 목록